# Christopher Cocksworth
Christopher John Cocksworth, né le 12 janvier 1959, est un ecclésiastique anglican britannique, dans la tradition évangélique ouverte. Il est directeur de Ridley Hall, à Cambridge, de 2001 à 2008, évêque de Coventry de 2008 à 2023 et doyen de Windsor depuis 2023.

## Jeunesse et éducation
Il est élevé à Horsham et fréquente la Forest School for Boys et le Collyer's Sixth form College, puis l'Université de Manchester où il obtient un baccalauréat ès arts en théologie avec les honneurs de première classe. En 1989, il obtient un doctorat en philosophie (PhD) sous la direction de Richard Bauckham. Il étudie pour l'ordination au St John's College de Nottingham.

## Ministère ordonné
Cocksworth est ordonné diacre à Petertide 1988 (3 juillet) par Michael Adie, évêque de Guildford  et ordonné prêtre à la Petertide suivante (2 juillet 1989) par David Wilcox, évêque de Dorking - les deux fois à la Cathédrale de Guildford. Il est curé à Christ Church, Epsom Common dans le diocèse de Guildford . En 1992, il devient aumônier de Royal Holloway, Université de Londres jusqu'en 1997. Il est ensuite directeur du Southern Theological Education and Training Scheme; un poste qu'il quitte en 2001. Il est nommé chanoine honoraire de la cathédrale de Guildford en 1999. Il est plus tard le principal de Ridley Hall, Cambridge .
Il est membre de la Commission liturgique de l'Église d'Angleterre de 1999 à 2006 et participe à la révision des services d'ordination et de la compilation des prières quotidiennes du culte commun. Il est l'actuel président de la Commission Foi et constitution du Synode général.
Sa nomination comme évêque de Coventry à la retraite de Colin Bennetts est annoncée le 3 mars 2008 . Il est officiellement élu par le chapitre de la cathédrale en mai 2008, à la suite de la délivrance d'un congé d'élire par Élisabeth II le 6 mai 2008. Il est consacré évêque le 3 juillet 2008 dans la cathédrale de Southwark  par Rowan Williams, archevêque de Cantorbéry  et est intronisé le 1er novembre 2008 ,. Il est le plus jeune évêque diocésain en service au moment de sa nomination jusqu'à la fin de 2014. Il entre à la Chambre des lords, en tant que lord spiritual, le 9 novembre 2012.
Il devient l'évêque principal de l'Église d'Angleterre pour l'enseignement supérieur et complémentaire en 202 .
En juin 2023, il est nommé au poste de doyen de Windsor qu'il occupe à partir du 6 novembre suivant, après avoir démissionné de sa charge épiscopale.

## Vie privée
Il est marié à Charlotte, fille de David Pytches (ancien évêque diocésain du Chili, Bolivie et Pérou), et ils ont cinq fils.
Le 15 juillet 2009, Cocksworth reçoit le diplôme de docteur en théologie, Honoris Causa, de l'Université de Londres pour ses services à l'éducation - en particulier l'enseignement supérieur - et à l'église ainsi que pour son service à Royal Holloway . De plus, en 2021, il reçoit la Grand-Croix du Mérite de la République fédérale d'Allemagne .

## Ouvrages
Cocksworth a beaucoup écrit sur les questions théologiques, avec certains de ses livres dont :
- Renouveler la prière quotidienne: une introduction à la célébration de la prière commune (1992)
- Pensée eucharistique évangélique dans l'Église d'Angleterre (1993)
- Un compagnon anglican, avec Alan Wilkinson (1996)
- Saint, saint, saint, adorant le Dieu trinitaire (1997)
- La prière et les défunts (1997)
- Culte commun: une introduction (2001)
- Sagesse: le don de l'esprit (2003)
- Être prêtre aujourd'hui: explorer l'identité sacerdotale, avec Rosalind Brown (2002, 2e éd. 2006)
- Holding Together: Gospel, Church and Spirit (2008), qui a été nommé pour le Michael Ramsey Book Prize 2011[11].